# Mark 60 CAPTOR
La Mark 60 CAPTOR  pour « enCAPsulated TORpedo », soit « torpille encapsulée », est une mine marine de lutte anti-sous-marine mettant en œuvre la torpille Mark 46 de conception américaine.

## Historique

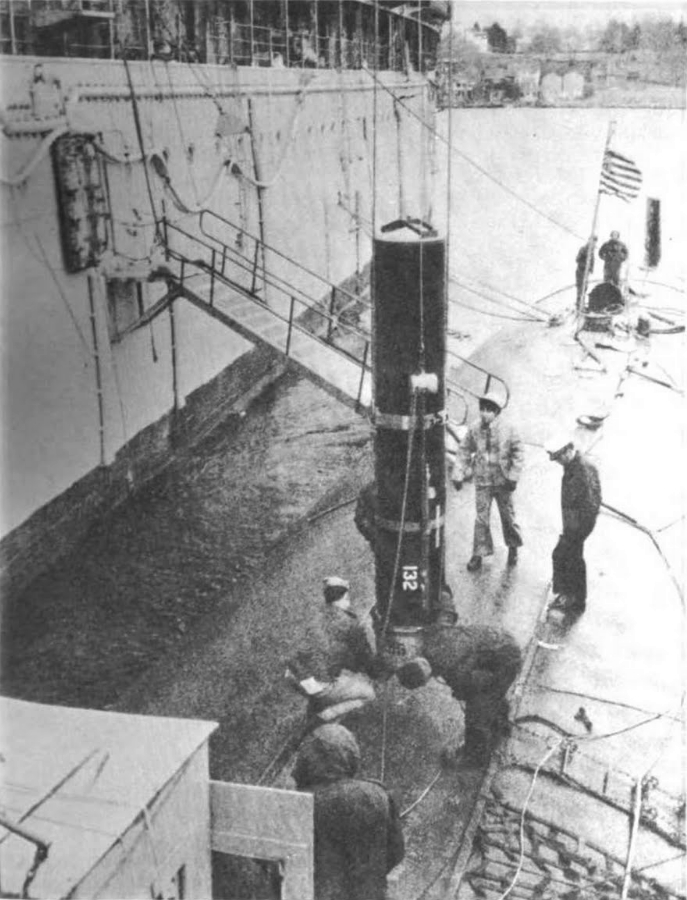
Une maquette de CAPTOR embarquée à bord d'un sous-marins à la base navale de New London en janvier 1972.

Conçue par le Naval Ordnance Laboratory, elle est testée à partir de 1973 et entre en service en 1979. Elle fut la mine anti-sous-marine de référence durant la guerre froide aux États-Unis jusqu’en 2001.

## Description
Le conteneur en aluminium fait 3,4 m de long, 50 cm diamètre et 935 kg pour la version lancée par sous-marin; 3,7 m de long, 50 cm de diamètre et 1 077 kg pour celle lancée depuis des navires et des aéronefs. 
La profondeur maximale d'exploitation de la mine est d'environ 900 mètres et la portée maximale de la torpille d'environ 7 200 mètres.
Elle peut être posée par bateau, avion, hélicoptère ou sous-marin  et elle est placée sur le fond marin. Quand son sonar détecte un sous-marin hostile, le support CAPTOR libère une torpille Mark 46 Mod 4. Son sonar est assez précis pour détecter les différences de signature acoustique entre un bateau et un sous-marin. Quand un sous-marin ennemi se trouve en approche, le sonar passif le détecte et envoie la torpille, qui traque au son le sous-marin ennemi et explose à son contact.